# 후쿠하라촌 (도쿠시마현)
후쿠하라촌(福原村)은 도쿠시마현 가쓰우라군에 있던 촌이다. 현재의 가미카쓰정에 해당한다.

## 역사
- 1889년 10월 1일 - 정촌제 시행에 의해 3촌의 구역으로 성립하였다.
- 1955년 7월 20일 - 다카호코촌과 합병해 가미카쓰정이 성립, 동일 후쿠하라촌은 폐지되었다.

## 참고문헌
- 角川日本地名大辞典 36 徳島県